# スタジオ200
スタジオ200（Studio 200）は、かつて東京都豊島区の西武百貨店池袋店（現：西武池袋本店）8Fに西武美術館(後のセゾン美術館)の映像及びライブパーフォマンスの展示機能として、1979年に開設された座席数（移動式）200席弱の多目的ホール。先端的、実験的な文化と作家を幅広く精力的かつイベント的に紹介を続けたが、1991年に活動を休止した。
スタジオ200での活動はセゾングループ内では、映画･映像分野でシネ・ヴィヴァン･六本木、シネセゾン渋谷などのミニシアターや、配給会社のシネセゾンへ発展。演劇･舞踏分野はセゾン劇場（後のル テアトル銀座 by PARCO）及びセゾン文化財団の運営へ。音楽分野では、現代音楽祭《MUSIC TODAY》の開催へと進む拠点であった。

## 主なイベント
※出典のみられる主な催しである。
- 第5回 アンダーグラウンドシネマ新作展（1980年）
- 1981 チェコ映画の現在（1981年）
- 第一回実験映画祭（1981年）
- 第二回実験映画祭（1982年）
- 革命65周年記念「芸術と革命」展　フィルムによるロシア・アヴァンギャルド（1982年）
- 第三回実験映画祭（1983年）
- 20世紀のドキュメンタリー　ライプチヒ映画祭の25年（1983年）
- 第四回実験映画祭（1984年）
- 谷中優「アンサンブル・スペース'84 -音具アンサンブルのための-」（1984年7月）[1]
- アニメーション80 第10回記念上映会（1985年6月1日 - 2日）[2]
- アニメーション・ニュー・ウェーヴ Vol.1（1986年）
- アニメーション・ニュー・ウェーヴ Vol.2（1987年）
- 大野一雄舞踊公演「蟲びらき」（1988年8月）[3]
- アニドウ《TOKYO’88》（1988年9月24日-28日）ゲスト：ブラティスラフ・ポヤール、レス・ダリュー
- アニメーション・ニュー・ウェーヴ Vol.3（1988年）
- アニメーション・ニュー・ウェーヴ Vol.4（1989年）
- 日本映像30年史（1990年）
- 文殊の知恵熱第2回公演「南方見聞録」（1990年6月）、第3回公演「脳の方舟」（1991年5月）[4]
- シネック合同映画祭（1991年5月）[5]
- アニメーション・ニュー・ウェーヴ Vol.5（1991年）
- 飯村隆彦のメディア・ワールド: 映像制作 30周年個展（1991年）

## 関連人物
- 紀国憲一 - 西武百貨店 元文化事業部長
- 八木忠栄 - 詩人、「現代詩手帖」元編集長、スタジオ200 元ディレクター
- 伊藤高志 - 実験映画作家。
- 柳下美恵 - ピアニスト。学生時代からスタジオ200に勤務していた[6]。

## 関連書籍
- 『スタジオ 200 活動誌: 1979-1991』　(編:スタジオ 200 / 刊：西武百貨店 / 1991年)
- 『セゾンの歴史 下巻 変革のダイナミズム』　(刊：リブロポート / 1991年)
- 『ポスト消費社会のゆくえ』（対談：辻井喬、上野千鶴子 / 刊：文藝春秋 / 2008年）
- 『セゾン文化は何を夢みた』（著：永江朗 / 刊：朝日新聞出版 / 2010年）